# 1898 год в автомобилестроении
Список событий в автомобилестроении в 1898 году:

## События
- 12 февраля — в автомобильной аварии погиб первый водитель транспортного средства. Генри Линдфилд (англ. Henry Lindfield) из Брайтона перевернулся на своём электромобиле и умер от шока, вызванного ампутацией ноги на следующий день. В журнале Autocar за 19 февраля было написано, что водитель был за рулём всего лишь во второй или третий раз и двигался со слишком высокой скоростью — 25—27 км/ч[1].
- 18 февраля — родился Энцо Феррари, из-за того, что шёл сильный снег и все государственные учреждения были закрыты, его официальный день рождения был зарегистрирован на два дня позже[2].
- 4 (16) июня — родился Андрей Александрович Липгарт (1898—1980) — советский конструктор автомобилей, доктор технических наук, член-корреспондент Академии артиллерийских наук, Заслуженный деятель науки и техники РСФСР, Лауреат пяти Сталинских премий. В 1933—1951 — главный конструктор Горьковского автомобильного завода[3].
- 15 июня — открылись двери первой «Международной выставки автомобилей и мотоциклов» (фр. Exposition internationale de l’automobile, du cycle et des sports) в Париже, в настоящее время известной как Парижский автосалон[4][5].
- 12 сентября — первый в мире дорожный автомобиль с четырёхцилиндровым двигателем Даймлер Феникс (Daimler Phönix) был изготовлен для Эмиля Еллинека[6].
- 28 декабря — первый официально зарегистрированный абсолютный рекорд скорости — 63,149 км/ч. Установил граф Гастон де Шаслу-Лоба на электромобиле конструкции Шарля Жанто на дистанции 1 км[7].